# Представительства Республики Сербской в мире

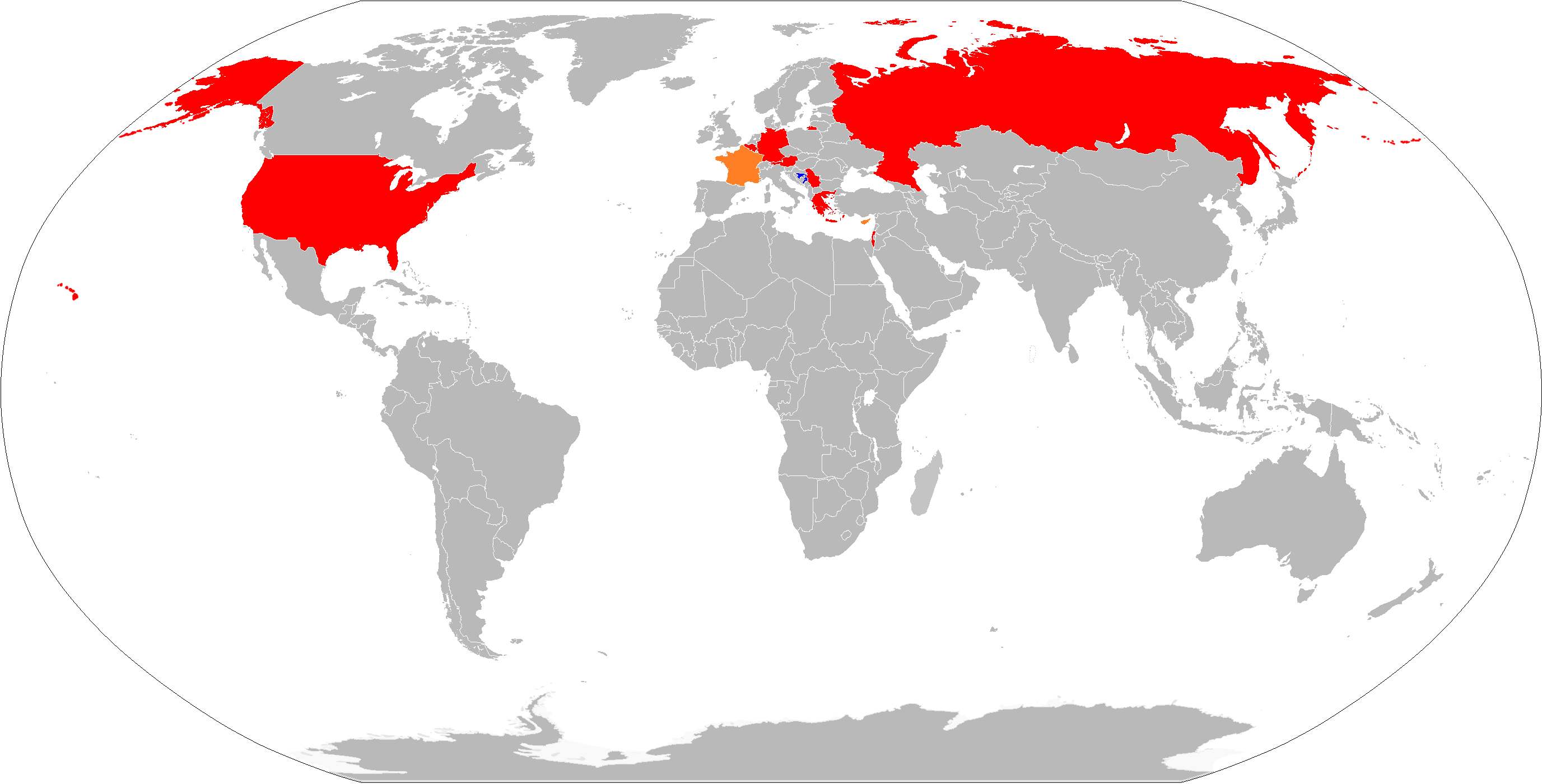
Страны, в которых есть представительства Республики Сербской

Представительства Республики Сербской в мире (серб. Представништва Републике Српске у иностранству, босн. и хорв. Predstavništva Republike Srpske u inozemstvu) не имеют дипломатического статуса и направлены на распространение информации о Республике для привлечения зарубежных инвесторов. Республика является одним из двух равноправных энтитетов в составе Боснии и Герцеговины, но имеет собственные законодательную, исполнительную и судебную ветви власти, а также имеет собственные параллельные дипломатические отношения с Сербией.
Всего существует 8 представительств Республики Сербской в следующих странах: Австрия, Бельгия, Германия, Греция, Израиль, КНР, Россия, Сербия и США. Президент Республики Сербской по предложению Правительства Республики Сербской назначает и снимает с должностей глав представительств, а также предлагает кандидатуры на должности послов Боснии и Герцеговины.

## Представительства
Республика Сербская состоит в Ассамблее Европейских Регионов, которая оказывает поддержку европейским регионам, а благодаря членству в организации позволяет открывать собственные представительства

### Действующие представительства

#### Бельгия
В Бельгии есть Представительство Республики Сербской, глава представительства — Марио Джурагич.

#### Израиль
Представительство находится в Иерусалиме, глава — советник Председателя Правительства Республики Сербской Арие Ливне. Открыто с 1998 года для развития экономических, культурных и спортивных связей с Израилем.

#### Китай
В июле 2023 года правительство приняло решение об открытии девятого Представительства Республики Сербской в Китае, с хозяйственными субъектами которого Республика Сербская добилась заметного сотрудничества за прошедший период. Штаб-квартира представительства будет находиться в Шанхае, и оно создано для выполнения задач для нужд Республики Сербской в области экономического, научного, технического, культурного, образовательного, социального, информационного, спортивного и другого сотрудничества с субъектами в Китае.

#### США
Для привлечения зарубежных инвестиций Республика Сербская открыла 11 октября 2013 года представительство в Вашингтоне рядом с Белым домом. Глава — политический аналитик Обрад Кесич

#### Россия
Представительство Правительства Республики Сербской в России было открыто в Москве 3 марта 2010 года. Первым адресом была улица Гостиничная, дом 6, корпус 1, сейчас адресом служит Покровский бульвар, дом 4/17, строение 1. Представительство аккредитовано при Правительстве Москвы на основании 2 статьи 10 Федерального закона «О координации международных и внешнеэкономических связей субъектов Российской Федерации». Главой представительства является Душко Перович. В 2016 году Предраг Глухакович, министр торговли и туризма Республики Сербской, пообещал открыть представительство и в Санкт-Петербурге.

#### Сербия
Экономическое бюро Республики Сербской было открыто в 1992 году в Белграде для развития отношений Союзной Республики Югославии, которое через год преобразовалось в Бюро Республики Сербской. Занимается развитием политических, экономических, культурных и иных отношений с Сербией. Преобразовано в 1996 году в Представительство Республики Сербской в СР Югославии, с 2002 года приняло окончательный статус. Глава представительства — Младжен Цицович. Адрес: бульвар Деспота Стефана, дом 4/4.

#### Германия
Основано в 2009 году с целью привлечения инвестиций из Германии в Республику Сербскую. Центром был выбран Штутгарт, поскольку там проживает большое количество граждан Республики Сербской. Глава представительства — Мичо Четкович

#### Австрия
Представительство в Австрии было открыто в марте 2012 года в Вене. Инициатор — Правительство Республики Сербской, цель — экономическое сотрудничество. Глава представительства — Младен Филипович.

#### Греция
30 августа 2013 года Представительство открыт в Салониках, глава — Александрос Фурлис. Создано для развития экономических, культурных и образовательных связей, а также для организации гуманитарных акций.

### Закрытые представительства

#### Франция
На основании постановления правительства Республики Сербской от 4 апреля 1996 года, Представительство Республики Сербской во Франции было создано со штаб-квартирой в Париже, а Миодраг Янкович был назначен первым главой Представительства - Указом Президента Республики Сербской.

#### Кипр
В начале 2017 года премьер-министр Республики Сербской Желька Цвиянович объявила о возможном создании девятого представительства Республики Сербской на Кипре, когда все предварительные условия выполнены и если в этом есть необходимость. В 2017 году правительство Республики Сербской учредило девятое представительство Республики Сербской в Республике Кипр, расположенное в столице Никосии. Решение о создании этого представительства было опубликовано в «Официальной газете РС», где указано, что это учреждение будет осуществлять деятельность для нужд Республики Сербской в области экономики, а также научно-технического, культурного, образовательного, социального, информационного и другого сотрудничества с организациями на Кипре. Представительство будет осуществлять деятельность в соответствии с Указом об условиях создания и деятельности представительств РС за рубежом.